# アンドレス・テージョ
アンドレス・フェリペ・テージョ・ムニョス（Andrés Felipe Tello Muñoz, 1996年9月6日 - ）は、コロンビア・アンティオキア県メデジン出身のサッカー選手。セリエC・カルチョ・カターニア所属。ポジションはMF。

## クラブ経歴
2013年に国内リーグのエンビガドFCのトップチームに昇格し、2014年4月10日のインデペンディエンテ・メデジン戦でプロデビュー。同年シーズンは16試合1得点を記録。
2015年1月29日、ユヴェントスFCと契約。8月8日のスーペルコッパ・イタリアーナのSSラツィオ戦でベンチ入りするなど、期待の若手として注目されたが、一週間後にはカリアリ・カルチョへのローン移籍が決定。以降はエンポリFCなどへのローン移籍に終始し、ユヴェントスで出場機会を得ることは出来なかった。
2018年7月13日、ベネヴェント・カルチョと3年契約を締結。2019-20シーズンはセリエB優勝を経験し、セリエA復帰に貢献した。
2024年1月30日、カルチョ・カターニアに移籍した。

## 代表歴
2015年の南米ユース選手権に、U-20のコロンビア代表として出場。3位に入り2015 FIFA U-20ワールドカップに出場した。